# Boy Martin
David Kirker Martin (1. února 1914, Belfast – 10. ledna 1991, tamtéž), přezdívaný Boy Martin nebo Davy Boy Martin, byl severoirský fotbalista, reprezentant Irska.
Vítěz NIFL Premiership. Hrál za Nottingham Forest FC, Wolverhampton Wanderers FC a Notts County FC.
Byl bubeník v Royal Ulster Rifles. Jako člen britské armády se zúčastnil vylodění v Normandii, v roce 1944 byl zraněn.